# Rtișcevo
Rtișcevo (ru. Ртищево) este un oraș din Regiunea Saratov, Federația Rusă și are o populație de 44.185 locuitori.